# 厚村乡
厚村乡，是中华人民共和国江西省抚州市黎川县下辖的一个乡镇级行政单位。

## 行政区划
厚村乡下辖以下地区：
厚村、大源村、飞源村和三源村。